# Douglas Walton
Pour les articles homonymes, voir Walton.
J. Douglas Dunder — né le 16 octobre 1910 à Toronto (Ontario), mort le 15 novembre 1961 à New York (État de New York) —, est un acteur canadien, connu sous le nom de scène de Douglas Walton.

## Biographie

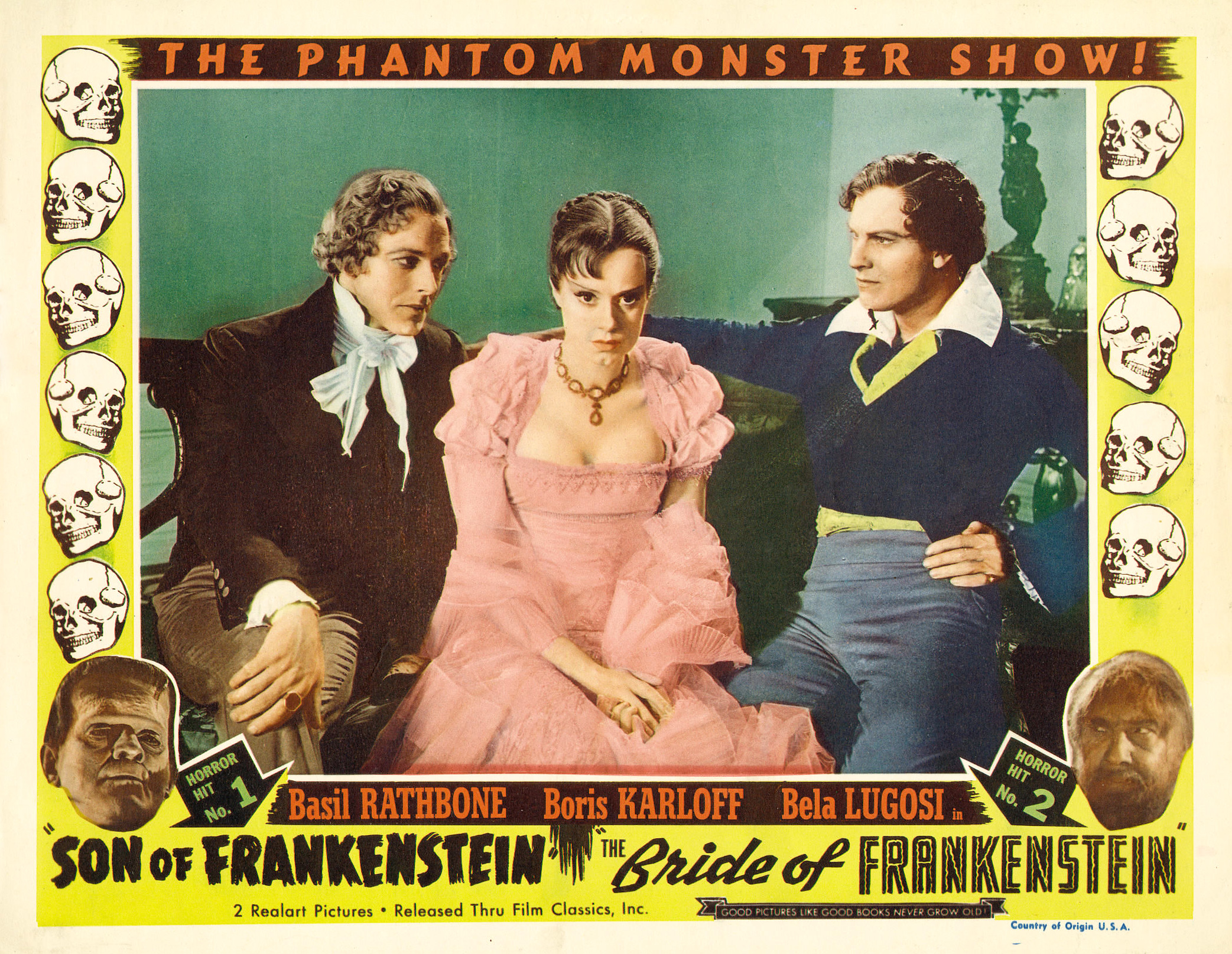
De g. à d. : Douglas Walton, Elsa Lanchester et Gavin Gordon, dans La Fiancée de Frankenstein (1935, poster promotionnel)

Installé aux États-Unis, Douglas Walton y contribue (comme second rôle de caractère ou dans des petits rôles non crédités) à soixante films américains, les quatre premiers sortis en 1931 — dont Docteur Jekyll et M. Hyde de Rouben Mamoulian, avec Fredric March dans le rôle-titre —.
Ultérieurement, citons Les Révoltés du Bounty de Frank Lloyd (1935, avec Clark Gable et Charles Laughton), Marie Stuart de John Ford (1936, avec Katharine Hepburn et Fredric March), Le Grand Passage de King Vidor (1940, avec Spencer Tracy et Robert Young), ainsi que le Portrait de Dorian Gray d'Albert Lewin (1945, avec George Sanders et Hurd Hatfield).
Son dernier film est Captives à Bornéo de Jean Negulesco (avec Claudette Colbert et Patric Knowles), sorti en 1950. Il meurt prématurément onze ans après, en 1961 (à 51 ans), d'une crise cardiaque.
Au théâtre, il joue une fois à Broadway en 1939, dans Billy Draws a Horse de Lesley Storm (en) (avec Lumsden Hare).

## Filmographie partielle

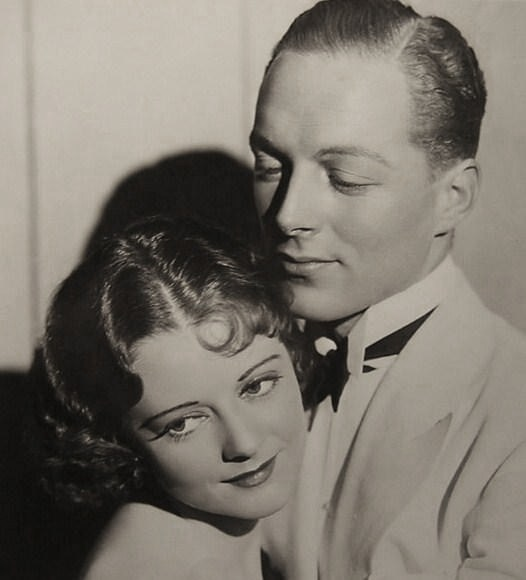
Avec Heather Angel, dans Murder in Trinidad (1934, photo promotionnelle)

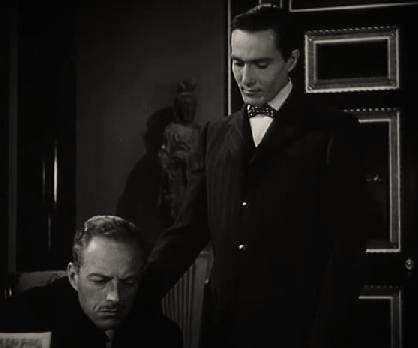
Avec Hurd Hatfield (à d.), dans Le Portrait de Dorian Gray (1945)

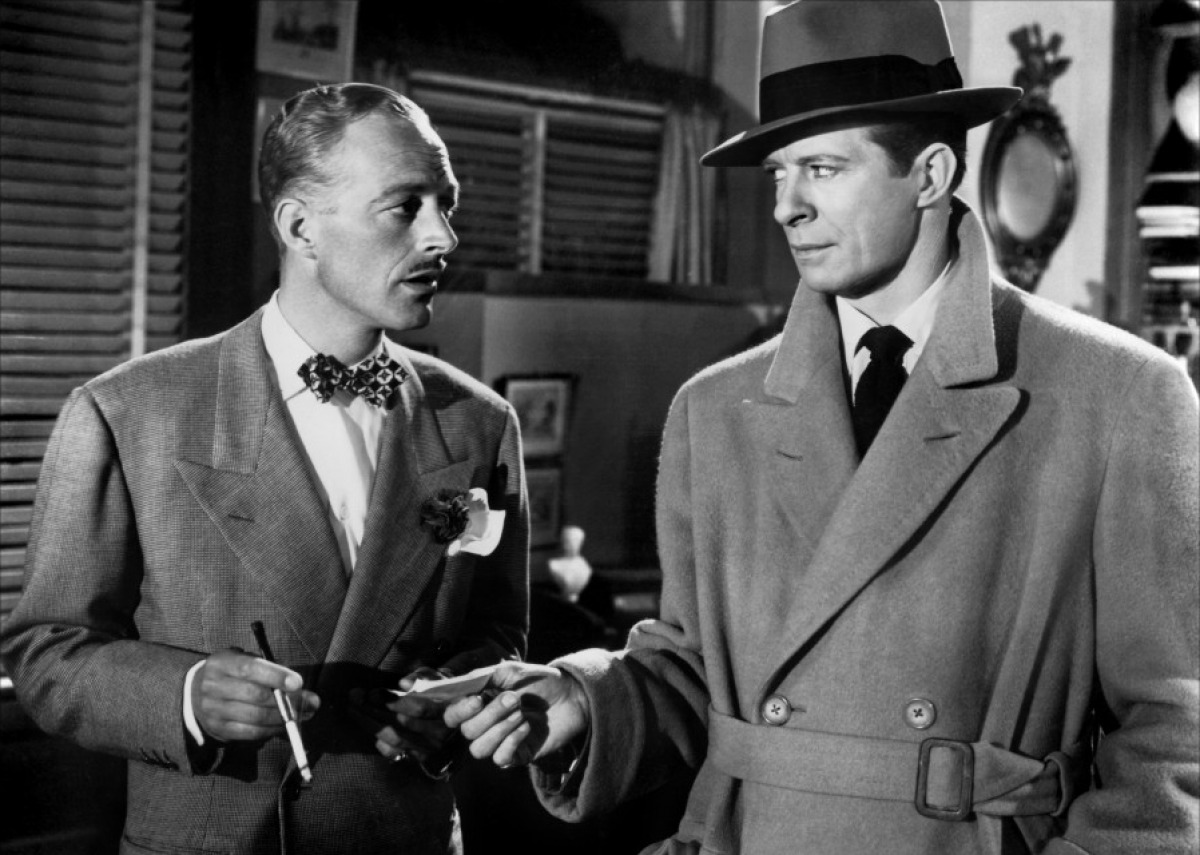
Avec Morgan Conway (à d.), dans Dick Tracy contre Cueball (1946)

- 1931 : Docteur Jekyll et Mister Hyde (Dr. Jekyll and Mr. Hyde) de Rouben Mamoulian : un étudiant blond
- 1932 : Scarface d'Howard Hawks : un ami de Cesca
- 1933 : Cavalcade de Frank Lloyd : un soldat (ami de Joe)
- 1933 : Looking Forward de Clarence Brown : Willie Benton
- 1933 : Le Secret de madame Blanche (The Secret of Madame Blanche) de Charles Brabin : Leonard St. John Jr.
- 1934 : Murder in Trinidad de Louis King : Gregory Bronson
- 1934 : Le Comte de Monte-Cristo (The Count of Monte Cristo) de Rowland V. Lee : Albert Mondego
- 1934 : Charlie Chan in London d'Eugene Forde : Hugh Gray
- 1934 : La Patrouille perdue (The Lost Patrol) de John Ford : Pearson
- 1935 : L'Ange des ténèbres (The Dark Angel) de Sidney Franklin : Roulston
- 1935 : La Fiancée de Frankenstein (Bride of Frankenstein) de James Whale : Percy Bysshe Shelley
- 1935 : Les Révoltés du Bounty (Mutiny on the Bounty) de Frank Lloyd : Stewart
- 1936 : The Garden Murder Case d'Edwin L. Marin : Floyd Garden
- 1936 : Le Roman de Marguerite Gautier (Camille) de George Cukor : Henri
- 1936 : Marie Stuart (Mary of Scotland) de John Ford : Lord Darnley
- 1937 : Nation Aflame (en) de Victor Halperin : Tommy Franklin
- 1937 : Flight from Glory de Lew Landers
- 1938 : Tempête sur le Bengale (Storm Over Bengal) de Sidney Salkow : Terry
- 1939 : Raffles, gentleman cambrioleur (Raffles) de Sam Wood : Bunny Manders
- 1939 : Frères héroïques (The Sun never Sets) de Rowland V. Lee : Carpenter
- 1939 : La Grande Farandole (The Story of Vernon and Irene Castle) d'H. C. Potter : un élève pilote
- 1940 : Le Grand Passage (Northwest Passage) de King Vidor : Lieutenant Avery
- 1940 : Les Hommes de la mer (The Long Voyage Home) de John Ford : le second lieutenant
- 1940 : La Lettre (The Letter) de William Wyler : un jeune homme attentionné
- 1940 : Too Many Girls de George Abbott
- 1941 : Hurry, Charlie, Hurry de Charles E. Roberts : Michael Prescott
- 1941 : Une nuit à Lisbonne (One Night in Lisbon) d'Edward H. Griffith : Frank
- 1942 : Sabotage à Berlin (Desperate Journey) de Raoul Walsh : un officer britannique jouant aux dés
- 1942 : Jesse James, Jr. de George Sherman : Archie MacDonald
- 1944 : Adieu, ma belle (Murder, My Sweet) d'Edward Dmytryk : Lindsay Marriott
- 1945 : L'Or et les Femmes (Bring on the Girls) de Sidney Lanfield : Edgar
- 1945 : Le Portrait de Dorian Gray (The Picture of Dorian Gray) d'Albert Lewin : Allen Campbell
- 1945 : La Duchesse des bas-fonds (Kitty) de Mitchell Leisen : Philip
- 1946 : Dick Tracy contre Cueball (Dick Tracy vs. Cueball) de Gordon Douglas : Percival Priceless
- 1946 : Cape et Poignard (Cloak and Dagger) de Fritz Lang : un pilote britannique
- 1947 : Haute Lutte (High Conquest) d'Irving Allen : Hugo Bunning jeune homme
- 1947 : Le Pays du dauphin vert (Green Dolphin Street) de Victor Saville : Sir Charles Maloney
- 1947 : Ambre (Forever Amber) d'Otto Preminger : un dandy
- 1948 : Le Maître de Lassie (Hills of Home) de Fred M. Wilcox : le pasteur
- 1949 : La Fille des prairies (Calamity Jane and Sam Bass) de George Sherman : un bookmaker
- 1950 : Captives à Bornéo (Three Came Home) de Jean Negulesco : un prisonnier australien

## Théâtre à Broadway
- 1939 : Billy Draws a Horse de Lesley Storm : Tim Shields